# 马特·刘易斯
马特·刘易斯（英語：Matt Lewis，1987年1月8日—），澳大利亚男子轮椅橄榄球运动员。他曾代表澳大利亚参加2016年夏季残疾人奥林匹克运动会轮椅橄榄球比赛，获得一枚金牌。